# Orahovica
Orahovica (Hongaars: Raholca) is een stad en gemeente in de Kroatische provincie Virovitica-Podravina.
Orahovica telt 5792 inwoners.

## Geboren in Orahovica
- Stjepan Mesić (1934), president van Kroatië (2000-2010)

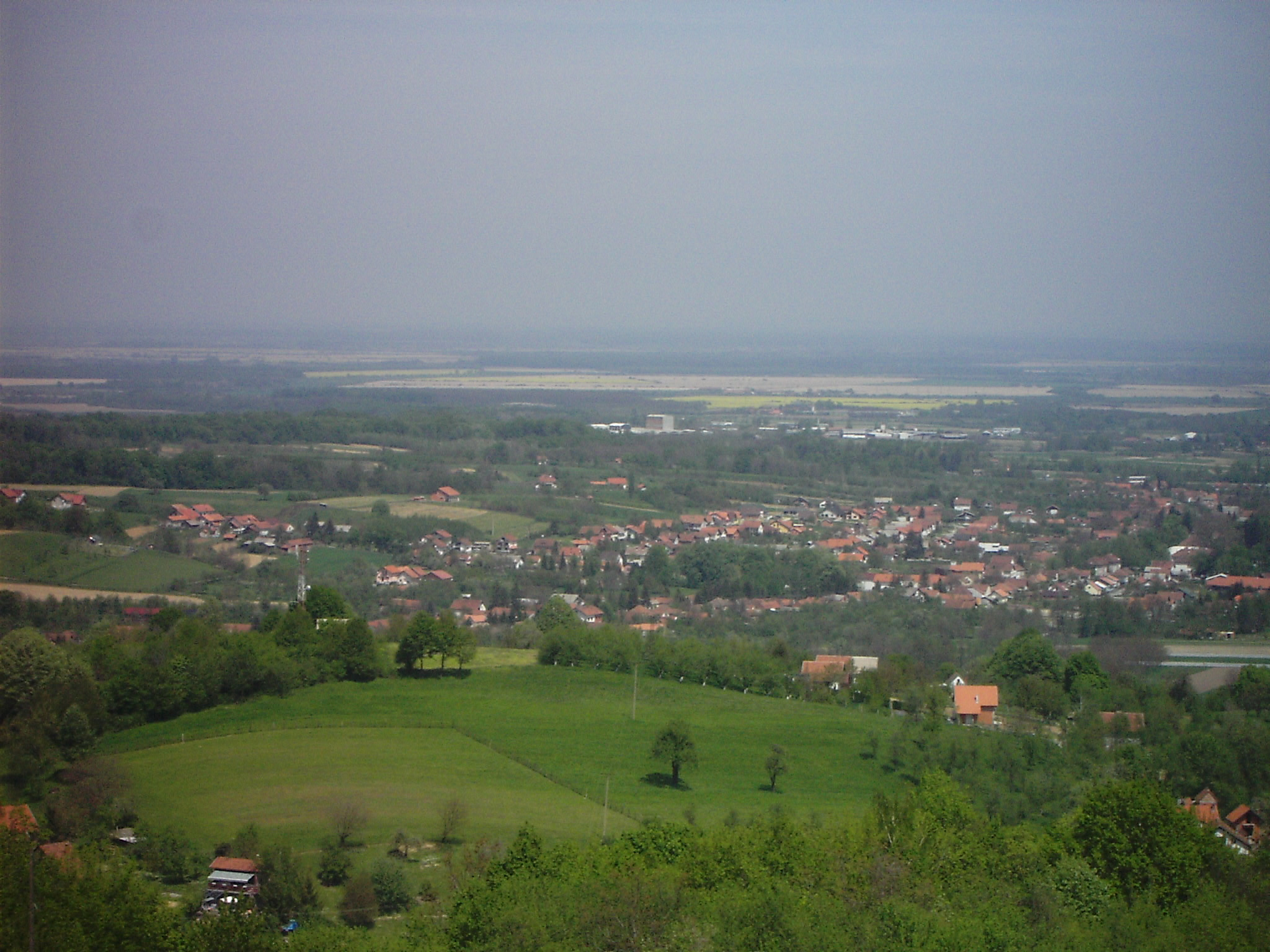
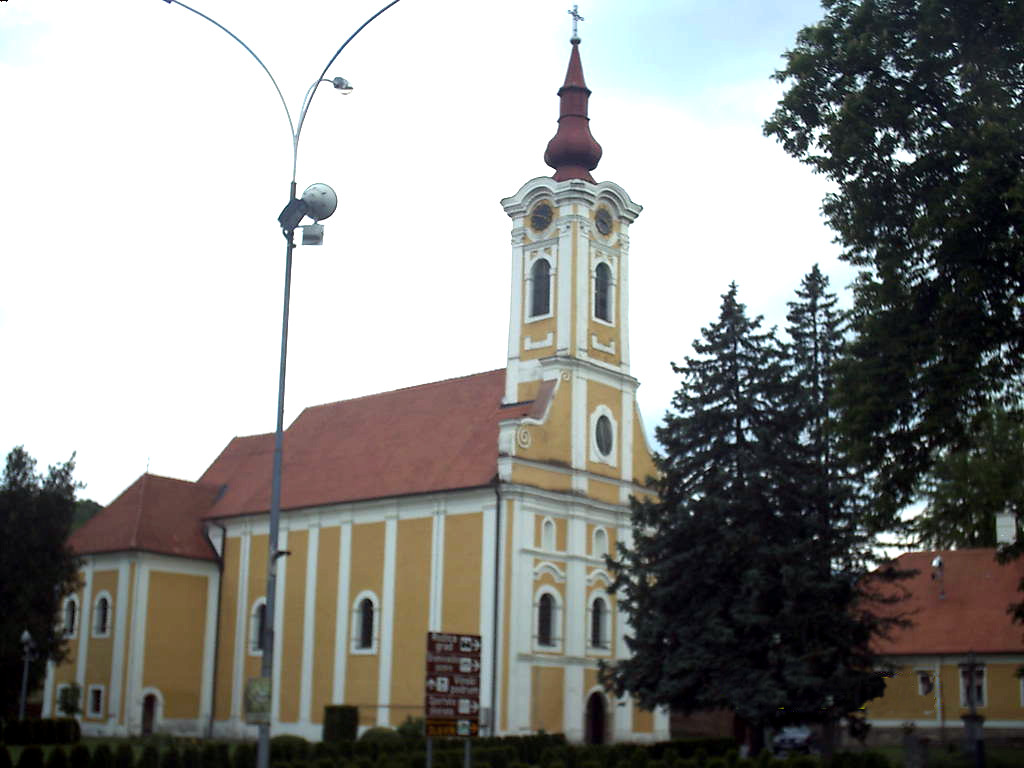
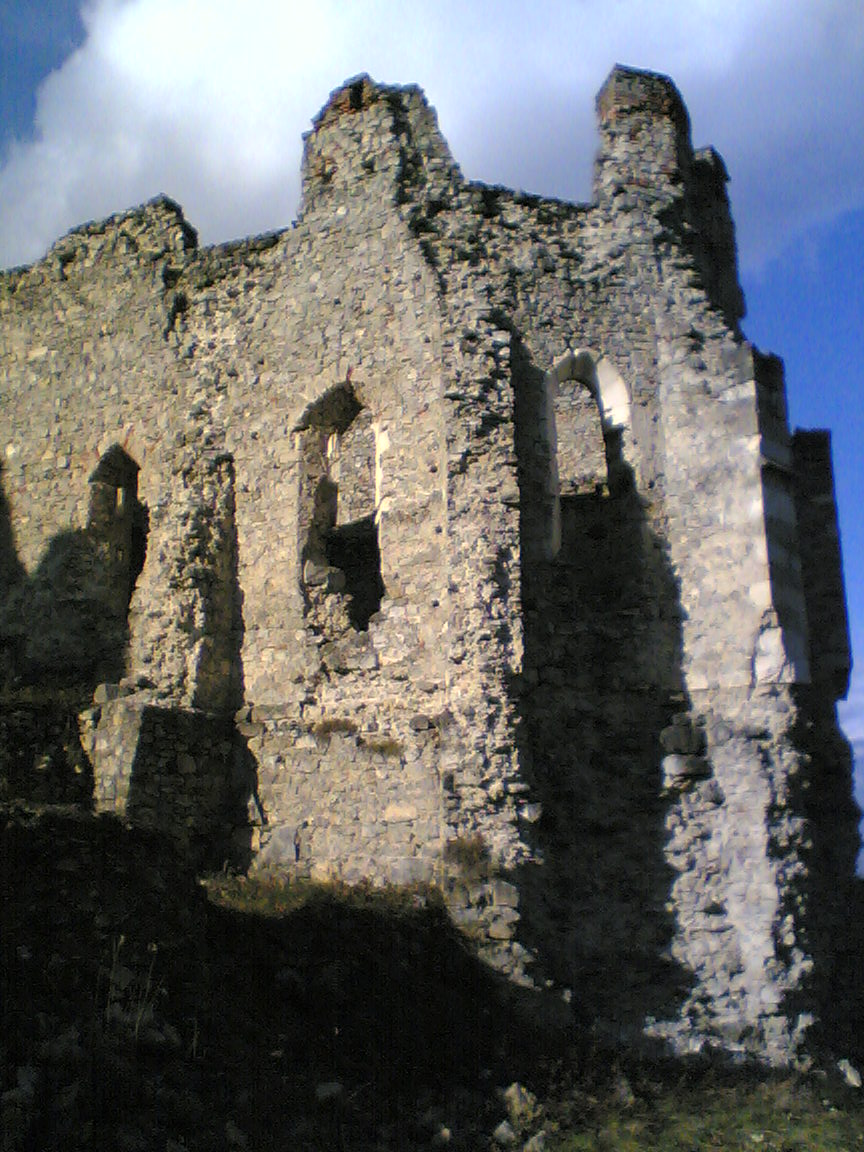
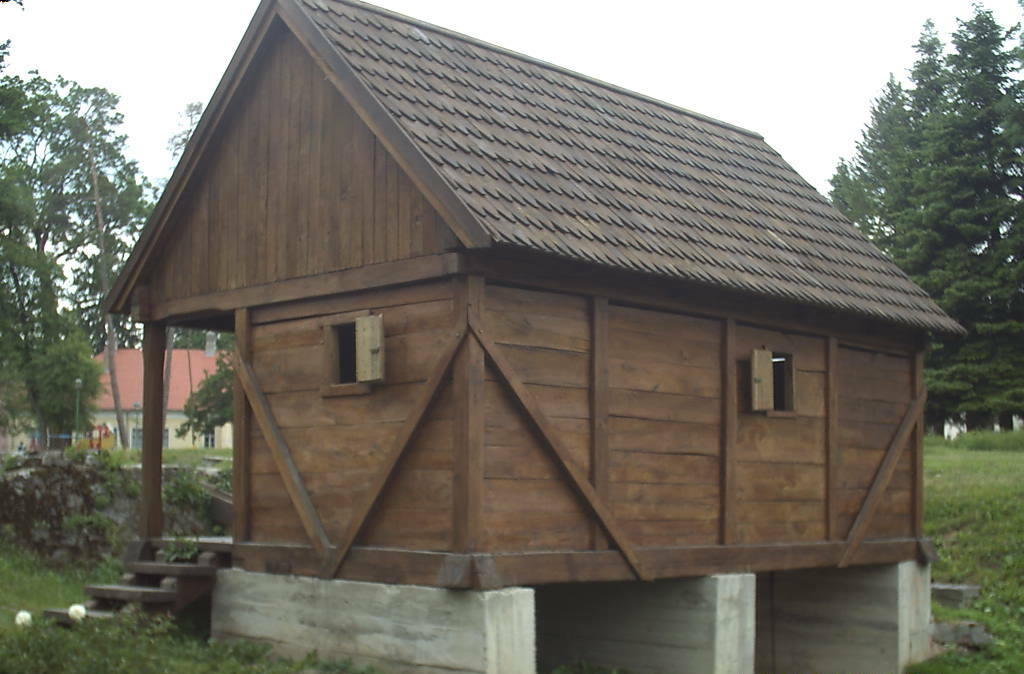

Steden (gradovi): Virovitica · Orahovica · Slatina

Gemeenten (općine): Crnac · Čačinci · Čađavica · Gradina · Lukač · Mikleuš · Nova Bukovica · Pitomača · Sopje · Suhopolje · Špišić Bukovica · Voćin · Zdenci